# Leipziger Meuten
Die sogenannten Leipziger Meuten waren in der Zeit des Nationalsozialismus Gruppen von Jugendlichen, die sich aus der Arbeiterklasse der Stadt Leipzig rekrutierten und 1939 durch die Gestapo zerschlagen wurden. Viele der Jugendlichen kamen in Zuchthäuser, Jugendgefängnisse oder Erziehungsanstalten.

## Geschichte
Die sogenannten Meuten trafen sich Mitte der 1930er Jahre, besonders ab 1937, unabhängig von staatlichen Organisationen wie der Hitlerjugend (HJ) oder dem Bund Deutscher Mädel (BDM) zur selbstorganisierten Freizeitgestaltung. Sie verweigerten sich damit dem körperlichen und ideologischen Zugriff der NS-Jugendorganisationen, die nach der Zurückdrängung und Verboten von Jugendorganisationen anderer Parteien oder der Kirchen, sowie der bündischen Jugend, allein vorherrschend waren. Sie bildeten sich in Anlehnung an die Arbeiterjugendverbände der Zeit vor 1933 und Gruppenformen der Bündischen Jugend. Zahlreiche Mitglieder waren vor 1933 in einem der sozialdemokratischen oder kommunistischen Kinder- und Jugendverbände organisiert gewesen. Entsprechend bezeichneten sie sich selbst meist als „Bündische Jugend“, während der diffamierend gemeinte Name „Meute“ dem nationalsozialistischen Sprachgebrauch entstammt, insbesondere dem der Gestapo, die die Leipziger Meuten als lokale Ausprägung von „Wilden Cliquen“ betrachtete.
Die einzelne Gruppe trat nicht als eine fest geschlossene Einheit unter einem von ihr gewählten Namen auf, sondern es handelte sich um mehr oder weniger lose Vereinigungen. Die Namen hatten meist einen direkten Bezug zu den öffentlichen Plätzen, an denen sich die Gruppenmitglieder regelmäßig trafen. Insgesamt gab es in Leipzig zwischen 1937 und 1939 bis zu 1500 Jugendliche, die Mitglied in einer Meute waren, davon etwa ein Viertel bis ein Drittel Mädchen. Die bekanntesten der etwa 20 aktenkundig gewordenen Gruppen waren
- „Hundestart“ in Kleinzschocher, benannt nach dem volkstümlichen Namen des Alten Friedhofs und
- „Lille“ in Reudnitz, nach dem „Lilienplatz“, dem ursprünglichen Namen des Bernhardiplatzes, mit jeweils etwa 40 Mitgliedern sowie
- „Reeperbahn“ in Lindenau, die mit bis zu 100 Mitgliedern größte Gruppe. Sie sammelte sich in der Schlageterstraße (heute Georg-Schwarz-Straße), einer beliebten Amüsiermeile mit zahlreichen Kinos und Gastwirtschaften, die nach der gleichnamigen Straße in Hamburg im Volksmund Reeperbahn hieß.

Die Mitglieder entwickelten mit der Zeit einen eigenen Dresscode nach dem Vorbild der Kleidung der früheren Wanderbewegung, linkssozialistischer Jugendgruppen und der Bündischen Jugend, um sich auch optisch von der HJ und dem BDM zu unterscheiden. Die Jungen trugen meist kurze Lederhosen mit Hosenträgern, die Mädchen dunkle Röcke, dazu karierte Hemden oder Blusen, weiße Kniestrümpfe und Wanderschuhe. Zuweilen wurden auch rote Halstücher getragen sowie Totenkopfabzeichen oder Abzeichen mit den Initialen „BJ“, welche für „Bündische Jugend“ standen.
Zunächst noch mehr oder weniger ignoriert und als „Auswuchs großstädtischen Rowdytums“ abgehandelt, gerieten die Jugendlichen zunehmend in Konflikt mit dem NS-Regime und betrieben teilweise aktiven Widerstand gegen den Nationalsozialismus. Ebenso wie die Edelweißpiraten zählen die Leipziger Meuten zur Jugendopposition aus dem Arbeitermilieu, die vergleichbare Swing-Jugend war dagegen bürgerlich geprägt. Häufig griffen Meuten einzelne Mitglieder oder Gruppen der HJ sowie deren Treffpunkte an und verteilten Flugblätter mit Losungen wie „HJ verrecke“ oder „Nieder mit Hitler“. So zerschlugen beispielsweise Mitglieder der „Reeperbahn“ noch vor dessen Einweihung die Fenster des Hermann-Göring-Heims der HJ, nahe dem Adolf-Hitler-Feld am späteren Standort des Leipziger Zentralstadions. Die Connewitzer Meute, die sich vor dem Kino Union-Theater Connewitz traf, attackierte die Schaukästen der NSDAP und HJ auf der damaligen Adolf-Hitler-Straße (heute Karl-Liebknecht-Straße) oder änderte das Ortseingangsschild „Leipzig-Reichsmessestadt“ in „Leipzig-Reichsmeckerstadt“. Es nahm solche Ausmaße an, dass sich die lokale HJ-Führung in Berlin beklagte, in einigen Leipziger Stadtteilen würden sich HJ-Mitglieder abends nicht mehr in Uniform auf die Straße trauen.
Dies führte etwa ab 1938 zu verstärkter staatlicher Repression. Seit 1937 wurden bereits eine Reihe von Ermittlungsverfahren gegen Meutenmitglieder angestrengt, die jedoch mangels Beweisen von den Gerichten anfangs noch eingestellt wurden. Ende Oktober 1938 fanden zwei Prozesse am Leipziger Volksgerichtshof wegen „Vorbereitung zum Hochverrat“ statt, die mit mehrjährigen Zuchthausstrafen endeten. Nachdem sich die erhoffte abschreckende Wirkung dieser als Exempel gedachten Prozesse nicht eingestellt hatte, ging die NS-Justiz ab 1939 dazu über, in zahlreichen Prozessen möglichst viele Mitglieder zu Gefängnisstrafen zu verurteilen. Außerdem richtete das Leipziger Jugendamt ein KZ-ähnliches „Jugendschulungslager“ in Mittweida ein, in dem Meutenmitglieder mehrere Monate lang „erzogen“ werden sollten. Damit waren die Leipziger Meuten in ihrer bekannten Form im Sommer 1939 weitgehend zerschlagen, wenngleich einige Meuten noch etwas länger existierten. 
Ab 1942 trat eine neue Generation von oppositionellen Arbeiterjugendlichen in Leipzig in der Öffentlichkeit auf. Im Gegensatz zu den Meuten der 30er Jahre trugen sie keine Wanderkleidung mehr, sondern orientierten sich in ihrem Äußeren an amerikanischem Lifestyle. Teilweise nannten sie sich „Broadway-Gangster“ in Anlehnung an den amerikanischen Spielfilm „Broadway Melodien“ und der umgangssprachlichen Bezeichnung größerer Einkaufsstraßen in Leipzig als „Broadway“. Ihr Freizeitverhalten war analog der Leipziger Meuten der 30er Jahre, jedoch wurden verstärkt Swing-Schallplatten auf Koffergrammophonen gehört. Mit der Hitlerjugend kam es ebenfalls zu Schlägereien.

## Meuten Memorial

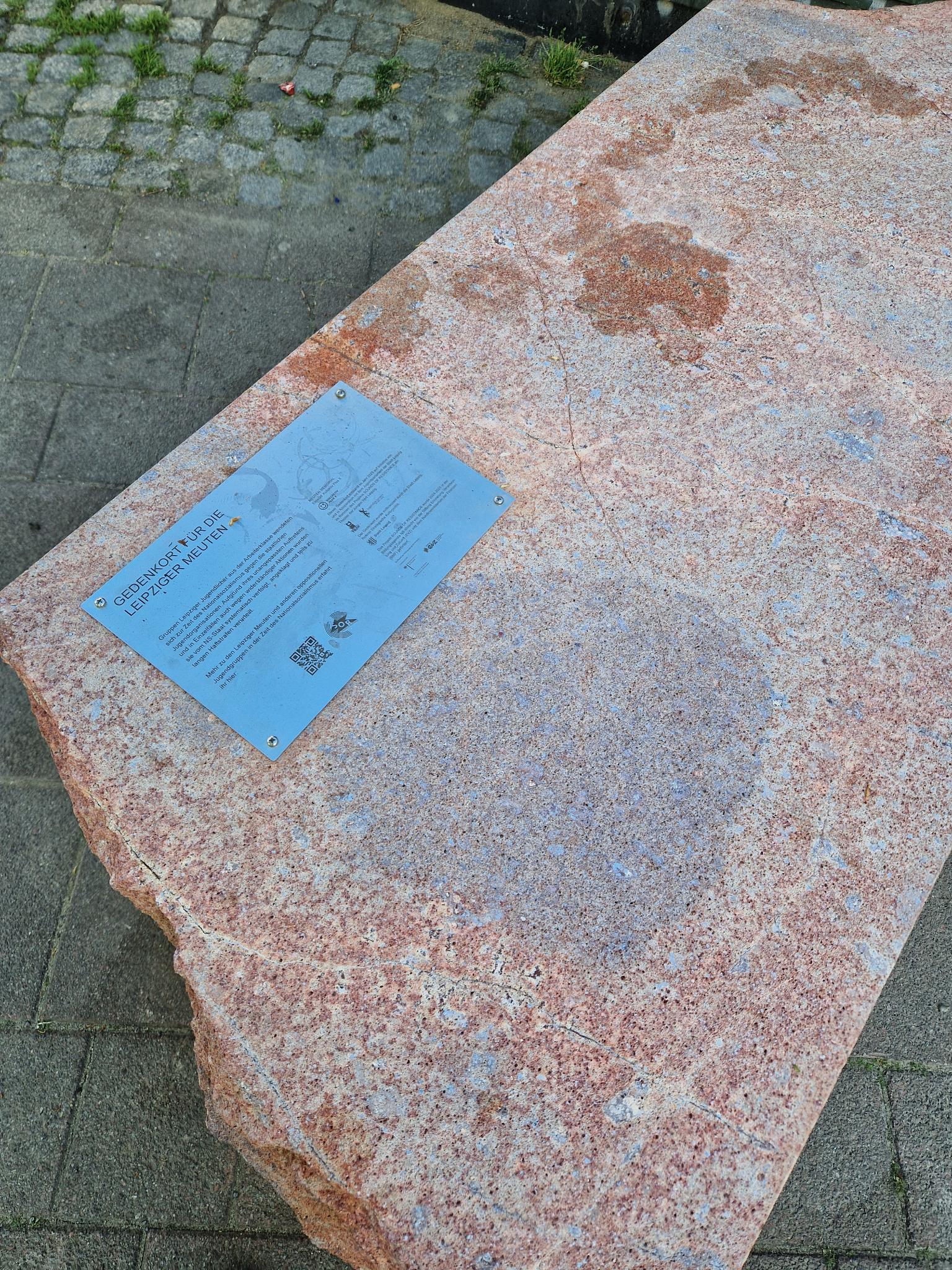
Meuten Memorial

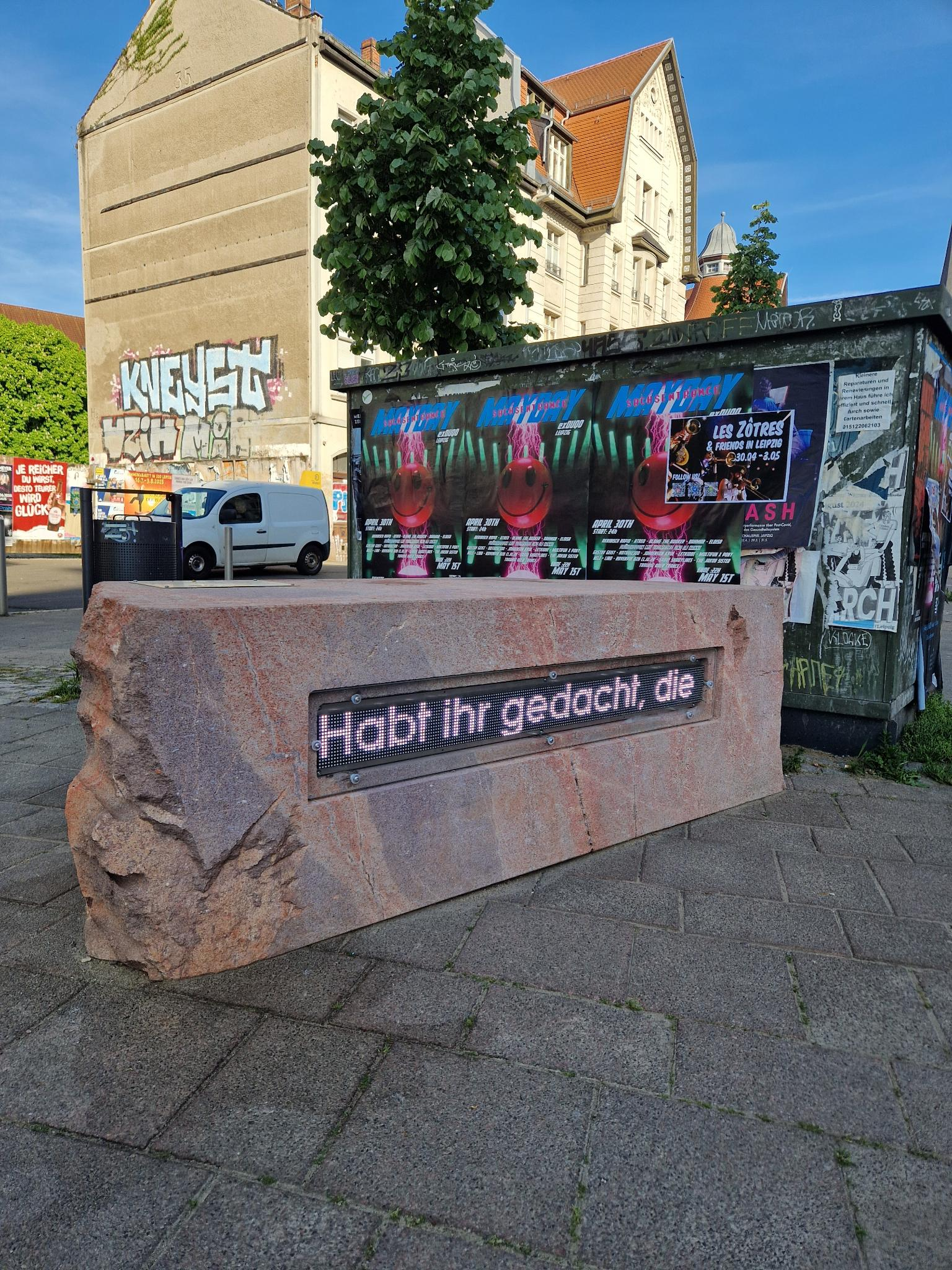
Gedenkort für die Leipziger Meuten auf dem Lindenauer Markt